# Reial Institut Elcano
El Reial Institut Elcano d'Estudis Internacionals i Estratègics és un centre de pensament creat el 2001 a Espanya, l'objectiu del qual, segons els seus estatuts, és «analitzar la política internacional des d'una perspectiva espanyola, europea i global, a més de servir com a fòrum de diàleg i discussió». Amb seu a Madrid, es va constituir sota la presidència d'honor del Príncep d'Astúries el 27 de desembre d'aquell any, sent el seu primer President Eduardo Serra Rexach i director Emilio Lamo de Espinosa.
El Patronat és el màxim òrgan de govern encarregat de vetllar pel compliment dels objectius de l'Institut i exerceix les seves funcions en plenari o mitjançant una Comissió Executiva delegada. Els restants òrgans de govern són el Consell Assessor Empresarial i el Consell Científic.
Presidit per Emilio Lamo de Espinosa i dirigit per Charles Powell des de 2012, el treball de l'Institut Elcano s'organitza en eixos geogràfics i temàtics.
Els temàtics són: política exterior d'Espanya, energia i canvi climàtic, seguretat i defensa, economia europea i internacional, terrorisme internacional, imatge d'Espanya i opinió pública, llengua i cultura espanyoles, cooperació al desenvolupament, demografia i migracions internacionals. Els geogràfics se centren a Europa, les relacions transatlàntiques, Amèrica Llatina, Nord d'Àfrica i Orient Mitjà, Àsia-Pacífic i Àfrica Subsahariana.
L'Institut compta amb un equip d'investigadors i una xarxa àmplia de col·laboradors i experts associats. La producció intel·lectual es plasma en publicacions tals com a Comentaris Elcano, ARIs, Documents de Treball, Informes i Estudis, disponibles a la Web i el Blog Elcano. L'Institut participa en nombroses xarxes de think tanks i projectes internacionals; així mateix, realitza activitats públiques i privades, entre les quals es troben reunions dels seus grups de treball, seminaris i conferències.
Actualment, l'Institut desenvolupa una sèrie de projectes addicionals, entre els quals es troben l'Índex Elcano de Presència Global, el Baròmetre del Real Instituto Elcano, l'Observatori Imatge d'Espanya (OIE) i la Xarxa Iberoamericana d'Estudis Internacionals (RIBEI).